# Diecéze Assisi-Nocera Umbra-Gualdo Tadino
Diecéze Assisi-Nocera Umbra-Gualdo Tadino (latinsky Dioecesis Assisiensis-Nucerina-Tadinensis) je římskokatolická diecéze v italské oblasti Umbrie, která tvoří součást Církevní oblasti Umbrie. Je sufragánní vůči arcidiecézi Perugia-Città della Pieve.

## Stručná historie
Diecéze v Assisi vznikla ve 3. století, prvním biskupem byl Rufinus z Assisi. První katedrálou byl kostel Panny Marie Větší, až v 11. století bylo sídlo biskupa přeneseno ke stávající katedrále, jíž je kostel svatého Rufina. Na počátku 13. století vznikly v Assisi díky sv. Františkovi řády františkánů a klarisek. 
Diecéze Tadinum a Nocera vznikla ve 4. nebo 5. století jako diecéze Tadinum, a nejpozději od 11. století nesla název Nocera (v Umbrii). Roku 1915 dostala tato diecéze název „Nocera Umbra a Gualdo Tadino“. 
Obě diecéze byly původně bezprostředně podřízeny Svatému Stolci, až roku 1972 se staly součástí církevní provincie Perugia-Città della Pieve. Roku 1974 byly obě diecéze spojeny in persona episcopi a roku 1986 plně. Od roku 2021 je tato diecéze spojena in persona episcopi s diecézí Foligno.